# Episodi di Fresh Off the Boat (sesta stagione)
La sesta e ultima stagione della serie televisiva Fresh Off the Boat, composta da 15 episodi, viene trasmessa dal network statunitense ABC dal 27 settembre 2019 al 21 febbraio 2020.
In Italia, la stagione viene trasmessa su Fox, canale satellitare a pagamento di Sky, dal 1º dicembre 2019.
A causa della pandemia di Coronavirus gli episodi 14 e 15 in Italia vengono trasmessi in lingua originale e sottotitolati in italiano, per poi ritrasmetterli in italiano prossimamente.
| n° | Titolo originale              | Titolo italiano             | Prima TV USA      | Prima TV Italia  |
| -- | ----------------------------- | --------------------------- | ----------------- | ---------------- |
| 1  | Help Unwanted?                | Aiuto non richiesto         | 27 settembre 2019 | 1º dicembre 2019 |
| 2  | College                       | La fine del mondo           | 4 ottobre 2019    | 8 dicembre 2019  |
| 3  | Grandma's Boys                | Uragano Gene                | 11 ottobre 2019   | 15 dicembre 2019 |
| 4  | S'Mothered                    | Vocazioni                   | 18 ottobre 2019   | 22 dicembre 2019 |
| 5  | Hal-lou-Ween                  | Hal-Lou-Ween                | 25 ottobre 2019   | 29 dicembre 2019 |
| 6  | Chestnut Gardens              | Il ritorno di Chestnut      | 1 novembre 2019   | 5 gennaio 2020   |
| 7  | Practicum?!                   | Praticantato?               | 15 novembre 2019  | 12 gennaio 2020  |
| 8  | TMI: Too Much Integrity       | Passione per l'Italia       | 22 novembre 2019  | 19 gennaio 2020  |
| 9  | Lou Wants to Be a Millionaire | Lou vuole essere Milionario | 29 novembre 2019  | 26 gennaio 2020  |
| 10 | Jessica Town                  | Jessica Town                | 13 dicembre 2019  | 7 marzo 2020     |
| 11 | A Seat at the Table           | Un posto al tavolo          | 17 gennaio 2020   | 14 marzo 2020    |
| 12 | The Magic Motor Inn           | Il Magic Motor Inn          | 24 gennaio 2020   | 21 marzo 2020    |
| 13 | Mommy and Me                  | Io e mammina                | 31 gennaio 2020   | 28 marzo 2020    |
| 14 | Family Van                    | Viaggio nei ricordi         | 21 febbraio 2020  |                  |
| 15 | Commencement                  | La cerimonia                | 21 febbraio 2020  |                  |